# Linnéa Wikblad
Linnéa Susanne Pärsdotter Wikblad, född 24 februari 1986 i Vantörs församling i Stockholms län, är en svensk journalist och radioprogramledare. Tillsammans med David Druid leder hon Morgonpasset i P3.

## Biografi

### Uppväxt
Linnea Wikblad växte upp i Hagsätra och Stuvsta och gick 2009–2011 radioproducentlinjen på Musikhögskolan i Piteå vid Luleå tekniska universitet.

### Radiokarriär
Wikblad inledde sin radiokarriär på Sveriges radio P3 år 2011 som programledare på P3 i humorprogrammen Radio Liechtenstein och Humorhimlen. 2012 blev hon programledare för Carpe Fucking Diem när det startade. Hon blev därefter utsedd till "Årets Rookie" på Radiogalan 2012 för sin programledarinsats.
Åren 2013–2014 var Wikblad bisittare i Tony Irvings fredagsprogram Irving i P4 i Sveriges Radio under tre säsonger.
I P3:s populärkulturella magasin PP3 började hon som vikarie för Pär Lernström den 2 januari 2013. Hon blev 2014 huvudprogramledare, vilket hon var tills programmet lades ner i slutet av 2019. Hon ledde programmet tillsammans med Sara Kinberg och Adrian Boberg. År 2019 medverkade hon även som resurs i Morgonpasset i P3. I december 2020 ledde Wikblad humorpodden Humorklassiker P3 där hon tillsammans med Jörgen Lötgård spelade upp och kommenterade humorklipp från Sveriges Radios arkiv.
Våren 2021 medverkade Wikblad i Eftermiddag i P3 tillsammans med Hanna Hellquist, Emma Molin och Christopher Garplind. Sedan september 2021 är hon bisittare till programledaren David Druid i Morgonpasset i P3. År 2024 utsågs hon av lyssnarna till Årets radioprogramledare vid Guldörat. Wikblad har varit programledare för Musikhjälpen två gånger: 2023 tillsammans med Sofia Dalén och Oscar Zia och 2024 tillsammans med Emil Hansius och Assia Dahir.

### Böcker
Linnea Wikblad har författat kokboken Killmaterskan – en kokbok för dig som har ett kök, som gavs ut på Rabén & Sjögren förlag 2017. Projektet började med Wikblads instagramkontot killmaterskan år 2015 där hon "helt ogenerat livsstilspublicera bilder på massa skit som jag äter och matar andra med".

### TV
År 2018 tävlade Wikblad i ett avsnitt av underhållningsprogrammet Alla för en på SVT. År 2023 medverkade hon i den fasta panelen i underhållningsprogrammet Bäst i test på SVT. Hon vann hela säsongen.  Sedan 2020 har hon i olika konstellationer tävlat i frågesportsprogrammet Alla mot alla med Filip och Fredrik på Kanal 5. År 2025 kommer hon att vara programledare för dejtingprogrammet Hotell Romantik tillsammans Markus Granseth.

## Utmärkelser
- 2012 – Årets Rookie på Radiogalan[5]
- 2015 – Sveriges Radios språkpris[23]
- 2024 – Årets programledare radio på Guldörat[24]